# Samuel Chamberlain
Samuel E. Chamberlain (Center Harbor, Nuevo Hampshire, 27 de noviembre de 1829-Worcester, Massachusetts, 10 de noviembre de 1908) fue un soldado, pintor y escritor estadounidense que viajó por el Sudoeste de Estados Unidos y México.

## Biografía
Al poco de nacer, su familia se muda a Boston donde pasará su infancia. En 1844 abandona su hogar sin permiso para ir a Illinois donde dos años después se une al Segundo Regimiento de Voluntarios de Illinois, en ese momento acantonado en Texas por la Guerra de Intervención Estadounidense. En San Antonio se une al ejército regular y forma parte del Primero de Dragones de Estados Unidos. Participa en la Batalla de Buena Vista, y varias otras operaciones, pero es declarado desertor en 1849 cuando vuelve a Boston a formar una familia. Tienen una hija, Mary, y tres hijos.

The mass hanging of San Patricios.

Samuel Chamberlain se vio envuelto en algunos de los más vergonzosos episodios de las disputas fronterizas entre Texas y México. La más notable, fue miembro de la infame banda de Glanton, bajo el mando de John Glanton, y estuvo implicado en el corte de cabelleras en circunstancias muy cuestionables. Durante la Guerra de Secesión, estuvo al mando del Quinto de Caballería de Massachusetts, una unidad completamente Afroamericana, y alcanzó el grado de brigadier general.
Es mucho más conocido por sus pinturas, que consisten en gran parte en paisajes y escenas de batallas referentes a la guerra entre México y Estados Unidos. Una gran colección está almacenada en el Museo de pinturas históricas de San Jacinto en San Antonio. Chamberlain es también el autor de un libro sobre sus primeras aventuras titulado "My Confession: The Recollections of a Rogue".